# Uzwil
Uzwil é uma comuna da Suíça, no Cantão São Galo, com cerca de 12.064 habitantes. Estende-se por uma área de 14,49 km², de densidade populacional de 833 hab/km². Confina com as seguintes comunas: Jonschwil, Oberbüren, Oberuzwil, Wil, Zuzwil. 
A língua oficial nesta comuna é o Alemão.